# 平本紀久雄
平本 紀久雄（ひらもと きくお、1940年1月5日 - ）は、日本の水産学者。

## 略歴
東京生まれ。北海道大学水産学部卒、1980年「マイワシ太平洋系群の房総およびその周辺海域における発育と生活に関する研究」で水産学博士。1962年～2000年主に千葉県水産試験場に勤務し、イワシなど沿岸資源調査に従事。退職後、「千葉の海と漁業を考える会」を創設し、漁業支援・海岸侵食対策などに関わるほか、漁業民俗や食文化調査を続けている。日本キリスト教団南房教会員。

## 著書
- 『私はイワシの予報官』草思社 1991
- 『イワシの自然誌 「海の米」の生存戦略』1996 中公新書
- 『イワシの話』らくだ出版(シリーズ海) 1998
- 『イワシ予報官の海辺の食卓』崙書房出版 2001
- 『コルバン夫人 房州に捧げられた人』崙書房出版(ふるさと文庫) 2008
- 『イワシ屋の身辺雑記』崙書房出版 2009
- 『釣り漁業の伝道師木村金太郎 千葉・勝浦』崙書房出版(ふるさと文庫) 2015

### 編著
- 鈴木正次『大船頭の銚子イワシ話』編著 崙書房出版(ふるさと文庫)1994

## 論文
- <平本紀久雄